# Physocyclus merus
Physocyclus merus är en spindelart som beskrevs av Willis J. Gertsch 1971. Physocyclus merus ingår i släktet Physocyclus och familjen dallerspindlar. Inga underarter finns listade i Catalogue of Life.